# 王涛 (1981年)
王涛（1981年1月20日—），男，辽宁大连人，中国足球运动员，司职后卫。

## 生平
王涛从大连赛德隆(后來的上海联城)成立起即在队效力，之后随俱乐部合并进入上海申花，但是很快通过中国足协特殊的转会政策即以先租借后转会的方式加盟了南昌八一很快便成为了绝对主力，期间王涛在部分场次还担任过场上队长。2009年，他转会深圳红钻，成为为数不多的从中甲联赛转会至中超联赛的球员之一。
王涛转会深圳红钻后出场机会寥寥可数，在2010年7月球员二次转会期间王涛加盟了乙级联赛球队温州葆隆。
2011年，王涛加盟中甲新军贵州智诚，但只为球队在中甲出场4次，球队最终降级。
2012年，王涛退役加盟贵州人和担任青训教练。